# Dark Sky Paradise
Dark Sky Paradise è il terzo album in studio del rapper statunitense Big Sean, pubblicato nel 2015.

## Tracce
1. Dark Sky (Skyscrapers) – 2:58
2. Blessings (featuring Drake) – 4:12
3. All Your Fault (featuring Kanye West) – 3:44
4. I Don't Fuck with You (featuring E-40) – 4:44
5. Play No Games (featuring Chris Brown & Ty Dolla $ign) – 3:36
6. Paradise (Extended) – 3:35
7. Win Some, Lose Some – 5:04
8. Stay Down – 4:10
9. I Know (featuring Jhené Aiko) – 5:19
10. Deep (featuring Lil Wayne) – 4:35
11. One Man Can Change the World (featuring Kanye West & John Legend) – 4:14
12. Outro – 3:45

## Classifiche

### Classifiche settimanali
| Classifica (2015)         | Posizione massima |
| ------------------------- | ----------------- |
| Australia                 | 28                |
| Austria                   | 70                |
| Belgio (Fiandre)          | 88                |
| Belgio (Vallonia)         | 85                |
| Canada                    | 5                 |
| Danimarca                 | 29                |
| Francia                   | 136               |
| Germania                  | 76                |
| Norvegia                  | 30                |
| Nuova Zelanda             | 23                |
| Regno Unito               | 23                |
| Stati Uniti               | 1                 |
| Stati Uniti (catalog)     | 19                |
| Stati Uniti (digital)     | 1                 |
| Stati Uniti (rap)         | 1                 |
| Stati Uniti (R&B/hip-hop) | 1                 |
| Stati Uniti (tastemaker)  | 9                 |
| Svezia                    | 39                |
| Svizzera                  | 41                |

### Classifiche di fine anno
| Classifica (2015)         | Posizione massima |
| ------------------------- | ----------------- |
| Stati Uniti               | 22                |
| Stati Uniti (R&B/hip-hop) | 10                |
| Stati Uniti (rap)         | 8                 |
| Classifica (2016)         | Posizione massima |
| Stati Uniti               | 105               |